# Андрєєвщина (Лодєйнопольський район)
Андрєєвщина (рос. Андреевщина) — присілок у Лодєйнопольському районі Ленінградської області Російської Федерації.
Населення становить 205 осіб. Належить до муніципального утворення Янегське сільське поселення.

## Історія
Згідно із законом від 20 вересня 2004 року № 63-оз належить до муніципального утворення Янегське сільське поселення.

## Населення
| 1879 | 1885 | 1905 | 1997 | 2007 | 2010 | 2014 |
| ---- | ---- | ---- | ---- | ---- | ---- | ---- |
| 84   | ↘63  | ↗114 | ↗205 | ↗218 | ↘188 | ↗205 |